# سیارک ۲۱۷۰۵
سیارک ۲۱۷۰۵ (به انگلیسی: 21705 Subinmin، نامگذاری:1999RA86) بیست و یک هزار و هفتصد و پنجمین سیارک کشف شده‌است که در ۷ سپتامبر ۱۹۹۹ کشف شد.
قدر مطلق سیارک برابر ۱۴.۱ است.